# روبي سلاتر
روبي سلاتر (بالإنجليزية: Robbie Slater)‏ (22 نوفمبر 1964 في المملكة المتحدة - ) هو معلق رياضي ولاعب كرة قدم أسترالي في مركز الوسط، شارك في الألعاب الأولمبية الصيفية 1988. وشارك مع منتخب أستراليا لكرة القدم. أما مع النوادي، فقد لعب مع بلاكبيرن روفرز ونادي رويال أندرلخت ونادي ساوثهامبتون ونادي سيدني يونايتد 58 ونادي لانس ووست هام يونايتد ووولفرهامبتون واندررز وNorth West Sydney Spirit FC ‏ وسانت جورج ساينتس ‏.

## وصلات خارجية
- روبي سلاتر على موقع الاتحاد الدولي (مؤرشف)  (الإنجليزية)
- روبي سلاتر على موقع قاعدة بيانات كرة القدم.إي يو (الإنجليزية)
- روبي سلاتر على موقع ناشيونال فوتبول تيمز (الإنجليزية)
- روبي سلاتر على موقع Soccerbase.com (لاعب) (الإنجليزية)
- روبي سلاتر على موقع عالم كرة القدم.نت (الإنجليزية)
- روبي سلاتر على موقع أوليمبيديا (الإنجليزية)
- روبي سلاتر على موقع اللجنة الأولمبية الأسترالية (الإنجليزية)